# 垣田一彦
垣田 一彦（かきた かずひこ）は、日本のフィギュアスケート選手（ペアスケーティング、男子シングル）。パートナーは大岩洋子。大阪府出身。1960年全日本フィギュアスケート選手権優勝。1960年全日本ジュニア選手権優勝。

## 経歴
1958年、全日本ジュニア選手権の男子シングルで2位に入る。1959年、全日本ジュニア選手権で2年連続で2位となる。
1960年、ペア競技に転向し、大岩洋子とカップルを組み、全日本ジュニア選手権で優勝する。同年の全日本選手権では初優勝を果たす。
1965年、国民体育大会に大阪府代表で出場し、一般男子で優勝する。
引退後は日本フィギュアスケーティングインストラクター協会に所属し、スケートのインストラクターを務めていた。

## 主な戦績
- 1960-61シーズンはペアスケーティング、それ以外は男子シングルの記録。

| 大会/年              | 1958-59 | 1959-60 | 1960-61 | 1964-65 |
| -------------------- | ------- | ------- | ------- | ------- |
| 全日本選手権         |         |         | 1       |         |
| 全日本ジュニア選手権 | 2       | 2       | 1       |         |
| 国民体育大会         |         |         |         | 1       |